# Gianrico Tedeschi
Gianrico Tedeschi (ur. 20 kwietnia 1920 w Mediolanie, zm. 27 lipca 2020 w Pettenasco) – włoski aktor.

## Życiorys
Zanim zapisał się do Narodowej Akademii Sztuki Dramatycznej Silvio D'Amico, uzyskał dyplom pedagogiczny. Akademię porzucił po dwóch latach, aby zadebiutować zawodowo w zespole scenicznym z Evi Maltagliati, Salvo Randonem i Tino Carraro. Pod koniec lat 40. wstąpił do grupy teatralnej Andreiny Pagnani i Gina Cerviego, w której odniósł swój pierwszy osobisty sukces za rolę w sztuce komediowej Quel signore che venne a pranzo. Później intensywnie współpracował z Luchinem Viscontim oraz z Piccolo Teatro kierowanym przez Giorgia Strehlera. Występował także w Stanach Zjednoczonych, Związku Radzieckim, Paryżu i Londynie.
W swojej różnorodnej karierze był bardzo aktywny jako aktor głosowy, aktor dubbingowy i osobowość radiowa. Od wczesnych lat 50. występował w filmach i serialach telewizyjnych, często grając role drugoplanowe. Wystąpił w 50 filmach w latach 1943–2013.
20 kwietnia 2020 osiągnął wiek 100 lat. Tego samego dnia otrzymał specjalną wiadomość od prezydenta Włoch Sergia Mattarelli.

## Wybrana filmografia
- The Peddler and the Lady (1943) – Gracz przy stole bakarata (niewymieniony w czołówce)
- Il padrone del vapore (1951) –  pianista
- We Two Alone (1952) – jako administrator
- Public Opinion (1954 film)|Public Opinion (1954) – Egisto Bianchi
- The Last Five Minutes (1955) – Il pianista
- Bravissimo (film)|Bravissimo (1955) – jako organizator teatralny
- I pappagalli (1955) – jako malarz
- Susanna Whipped Cream (1957) – Gianluca
- Femmine tre volte (1957) – Vassili
- Carmela è una bambola (1958) – jako psychoanalityk
- Caporale di giornata (1958) – półkownik Felice
- The Law (1959 film)|The Law (1959) – jako pierwszy bezrobotny
- Non perdiamo la testa (1959) – Prof. Daniele
- La cento chilometri (1959) – jako chodziarz, przyjaciel Buscaglione
- The Employee (1960) – Dyrektor
- Carthage in Flames (1960) – Eleo
- Adua and Friends (1960) – Stefano
- The Fascist (1961) – Arcangelo Bardacci
- Madame (1961 film)|Madame (1961) – Roquet
- Three Fables of Love (1962) – Valerio (segment "Le lièvre et le tortue")
- Gli eroi del doppio gioco (1962) – Pietro Malaguti
- Tempo di Roma (1963)
- Ro.Go.Pa.G. (1963) – jako psychiatra (segment "Illibatezza") (uncredited)
- I 4 tassisti (1963) – L'uomo in blue (segment "L'uomo in blue") (mężczyzna w niebieskim)
- Un marito in condominio (1963) – Ulisse
- The Mona Lisa Has Been Stolen (1966) – Gaspard, inspektor policji paryskiej
- How I Learned to Love Women (1966) – Il direttore – reżyser Ilde – mąż
- Il marito è mio e l'ammazzo quando mi pare (1968) – Embalmer
- Gli infermieri della mutua (1969) – Prof. Giacomo Garinoni
- Brancaleone at the Crusades (1970) – Pantaleo
- Il merlo maschio (1971) – dyrygent orkiestry
- Io non vedo, tu non parli, lui non sente (1971) – jako Salvatore Mazzia – komisarz policji
- Hector the Mighty (1972) – Priamo
- L'uccello migratore (1972) – honorowy Michele Pomeraro
- Frankenstein – Italian Style (1975) – Dr. Frankenstein
- Mimì Bluette... fiore del mio giardino (1976) – Maurice
- Sex with a Smile II (1976) – Silvestri (segment "La visita")
- Il mostro (1977 film)|- jako potwór (1977)
- La presidentessa (1977 film)|La presidentessa (1977) – sędzia Agostino Tricanti
- Dr. Jekyll Likes Them Hot (1979) – James / Jeeves
- Hurricane Rosy (1979) – Le Comte / The Earl
- Prestazione straordinaria (1994) – Grisaglia
- Long Live Freedom (2013) – Furlan